# Gita Nabavi
Gita Nabavi, född 14 februari 1982 i Iran, är en svensk ingenjör och politiker (Feministiskt initiativ), som delade partiledarskapet för Feministiskt initiativ under perioden 24 februari 2018–8 februari 2020.
Gita Nabavi utbildade sig till högskoleingenjör i medieteknik på Kungliga Tekniska högskolan i Stockholm med examen 2005. Hon har arbetat på konsultföretag, senast på Acando sedan 2017.
Navabi har varit engagerad inom Feministiskt initiativ sedan 2006 och var under flera år ordförande i partistyrelsen. Under 2016 var hon gruppledare för Feministiskt initiativ i Stockholms kommunfullmäktige. 
Nabavi valdes i februari 2018 till en av två partiledare, vid sidan av Gudrun Schyman. Schyman efterträddes i februari 2019 av Farida al-Abani. 8 mars 2020 meddelade Nabavi att hon lämnar partiledarposten för att kunna tillbringa mer tid med sina barn.